# Capitania do porto

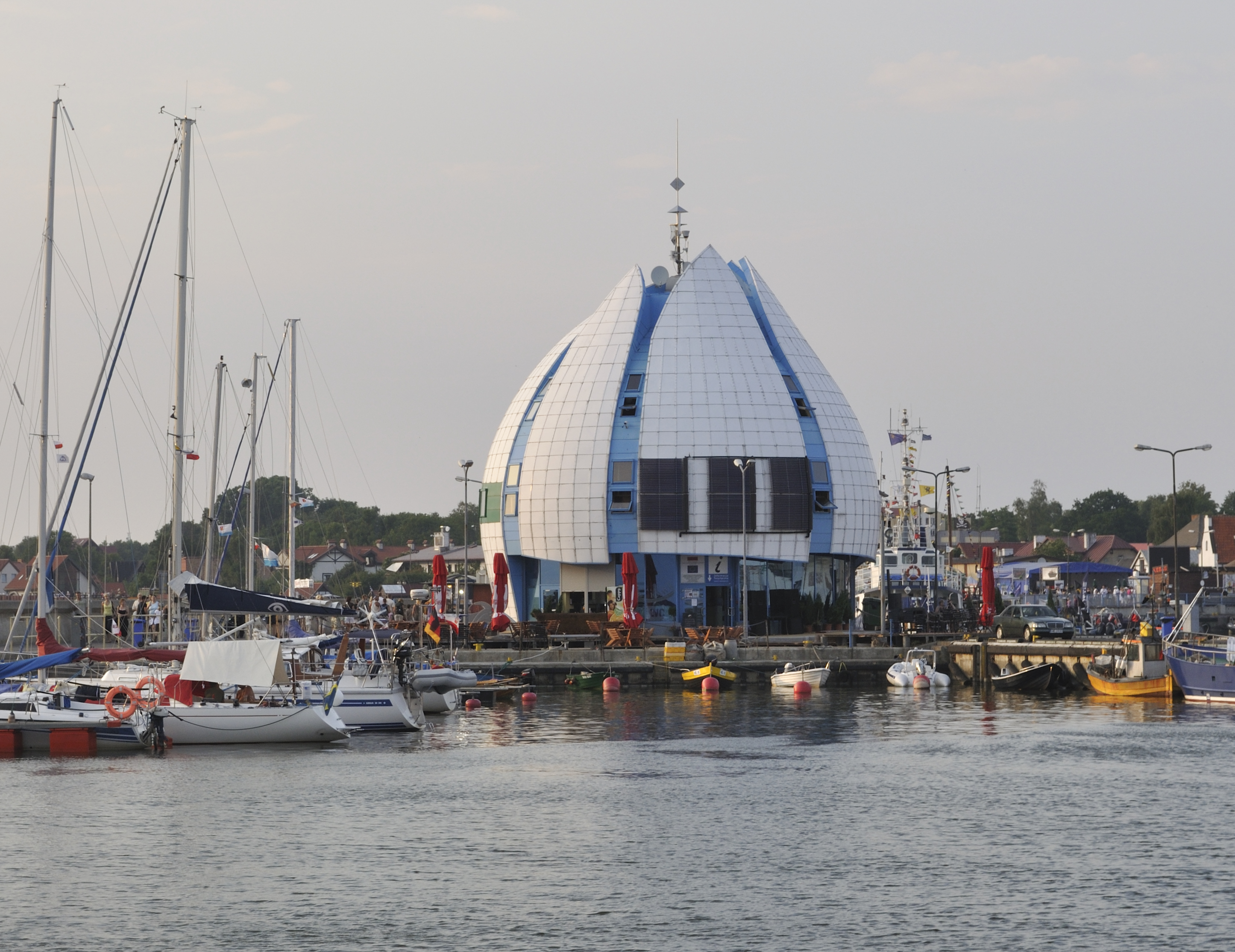
Capitania do Porto de Hel, Polónia.

Uma capitania do porto é um orgão de autoridade marítima junto de um determinado porto, normalmente também exercendo jurisdição na área marítima envolvente ao mesmo. Nas suas áreas de jurisdição, as capitanias dos portos são, normalmente, responsáveis por fazer cumprir as leis e os regulamentos marítimo-portuários, sobretudo no que diz respeito à segurança da navegação. Consoante o país, as capitanias dos portos ou orgãos equivalentes poderão ter outras funções, como a da busca e salvamento marítimo, investigação de atos criminais, controlo de imigração, combate à poluição, a fiscalização das pescas ou o serviço de pilotagem.
Normalmente, a chefia de uma capitania é exercida por um oficial de marinha designado "capitão do porto". 